# Scutigera coleoptrata
Scutigera coleoptrata là một loài rết thường có màu xám vàng với 15 cặp chân. Ban đầu là loài bản địa vùng Địa Trung Hải, loài này đã lan ra nhiều nơi khác trên thế giới, nó sống trong nhà ở của con người. Nó là loài ăn côn trùng, nó giết chết và ăn các arthropoda khác như côn trùng và arachnidae.

## Hình thái
S. coleoptrata trưởng thành dài 25 mm (1 in) tới 35 mm (1.5 in). Cơ thể cứng cáp với 15 cặp chân. Nếu tính cả râu, chiều dài cơ thể của chúng từ 75 mm (3 in) tới 100 mm (4 in). Tốc độ chạy của chúng có thể đạt 0,4 mét trên giây (1,3 ft/s) và có thể chạy trên mặt phẳng dựng đứng, hay cả trần hang, trần nhà.